# Stauden-Verkehrs-Gesellschaft
Die Stauden-Verkehrs-Gesellschaft, auch Stauden-Verkehrs-GmbH oder kurz SVG, ist ein privates Eisenbahnverkehrsunternehmen mit Sitz in Augsburg. Sie wurde 2003 gegründet und erhielt am 19. Februar 2004 vom Eisenbahnbundesamt eine unbefristete Betriebsgenehmigung für den Schienenpersonenverkehr und Schienengüterverkehr. Zusammen mit dem Eisenbahninfrastrukturunternehmen Bahnbetriebsgesellschaft Stauden (BBG) und dem Verein der Staudenbahnfreunde bildet sie die Firmengruppe Staudenbahn.
Anfang Januar 2022 musste das Unternehmen Insolvenz anmelden, wobei der Geschäftsbetrieb vorerst uneingeschränkt weiterläuft.

## Leistungen
Zum einen betreibt die SVG den Ausflugs- und Güterverkehr auf der Staudenbahn zwischen Gessertshausen und Markt Wald. Zum anderen ist sie bundesweit im Güterfernverkehr und Bauzugverkehr tätig. In Bayern erbringt die SVG darüber hinaus Leistungen im täglichen Personenverkehr, darunter 2011–2019 die Bespannung des alex auf der Bahnstrecke Immenstadt–Oberstdorf.

## Fahrzeuge

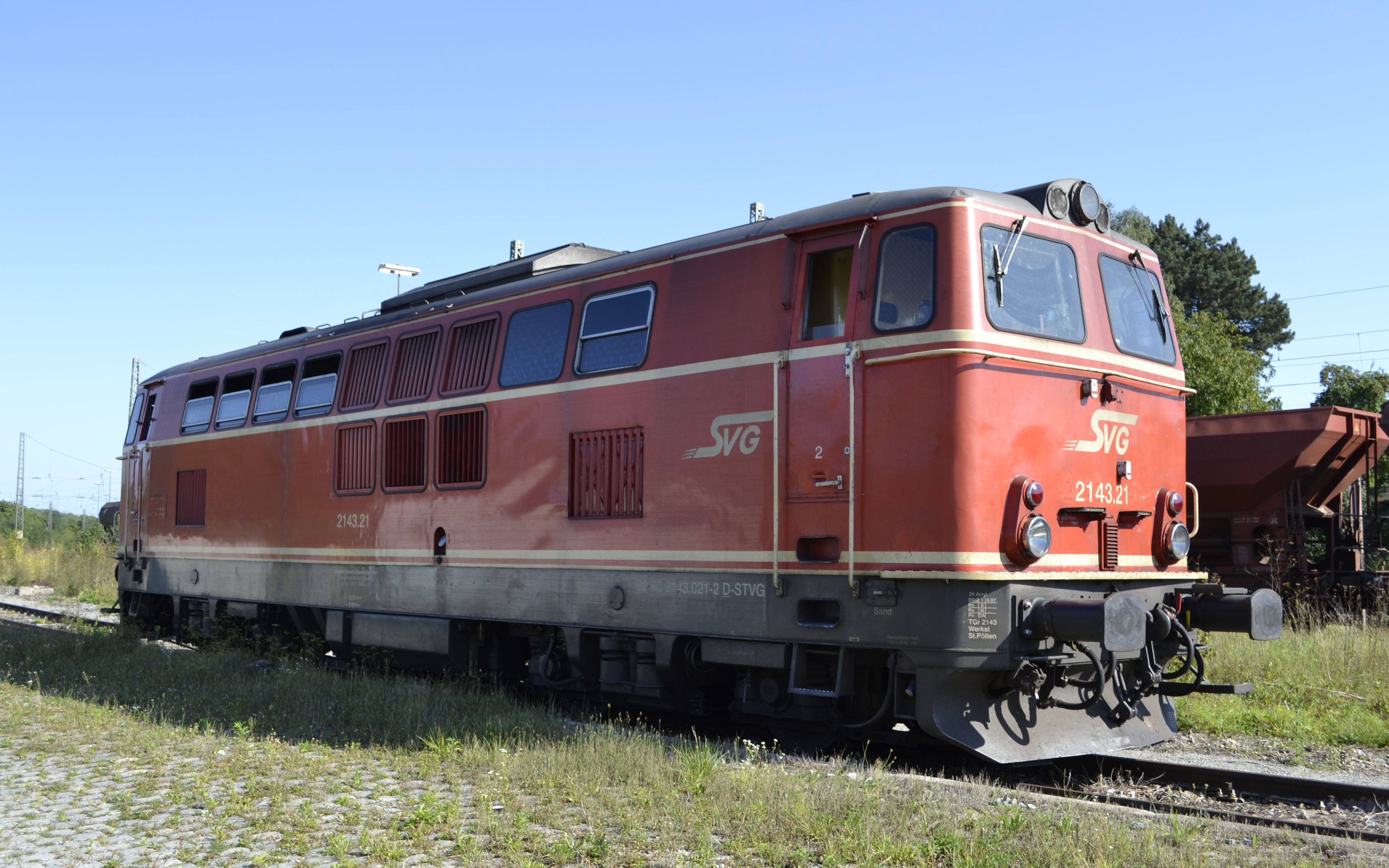
Diesellokomotive 2143.21 der SVG

Im Laufe der Jahre kaufte die SVG verschiedene ältere oder ausgemusterte Triebfahrzeuge und Personenwagen, arbeitete diese auf und übernahm sie anschließend in ihren Fahrzeugpark. Sie sind im südlichen Teil des ehemaligen Bahnbetriebswerkes Augsburg beheimatet und werden auch dort gewartet.
Mit dem Kauf der 2143.06 im Jahr 2004 erhielt das Unternehmen die erste eigene Lokomotive. Im Jahr 2007 folgte eine weitere Lokomotive der Baureihe 2143 von den ÖBB. Die 2143.21 wurde allerdings im Jahr 2012 an die Wiener Lokalbahnen abgegeben. Als Ersatz kam die 2143.18 von der ÖBB zur SVG. Aufgrund eines größeren Motorschadens der 2143.18 erfolgte im Dezember 2017 der Rückkauf der 2143.21 von den Wiener Lokalbahnen.
Zeitweilig im Bestand der SVG befanden sich ab 2004 einige Elektro-Triebwagen der ÖBB-Baureihe 4030. Ebenfalls nur vorübergehend gehörten die drei Elektrolokomotiven 1142 562, 1142 579 und 1142 635 zur SVG. Sie kaufte die drei Lokomotiven der Baureihe 1142 2009 von der ÖBB an und veräußerte sie bereits 2012 wieder an andere private Eisenbahngesellschaften.
2007 wurde eine MaK-Stangenlokomotive vom Typ 650 D (Fabriknummer 600154) in den Bestand aufgenommen, es handelt sich dabei um die ehemalige Lok mit der Nummer „V 65-12“ der Tegernsee-Bahn. Als Ersatzteilspender kaufte die SVG im Jahr 2016 eine weitere Lokomotive von diesem Typ (Fabriknummer 600414). Die V65-12 wurde zusammen mit dem Ersatzteilspender Ende 2022 an den Bayerischen Localbahn Verein verkauft. Zudem befinden sich die Diesellokomotiven 212 242 (seit 2015) und 212 311 (seit 2016) im Bestand der SVG. Nicht mehr zur Verfügung steht die 212 063, da sie Mitte 2020 an ein anderes Eisenbahnunternehmen abgegeben wurde.
Von der Regentalbahn gingen 2016 vier Fahrzeuge der Baureihe NE 81 an die SVG. Es handelte sich um die Triebwagen VT 02 und VT 08 sowie die Steuerwagen VS 29 und VS 30.
Darüber hinaus verfügt die SVG über mehrere Schlierenwagen und Spantenwagen, die von der ÖBB angekauft wurden.

## Erwähnenswertes

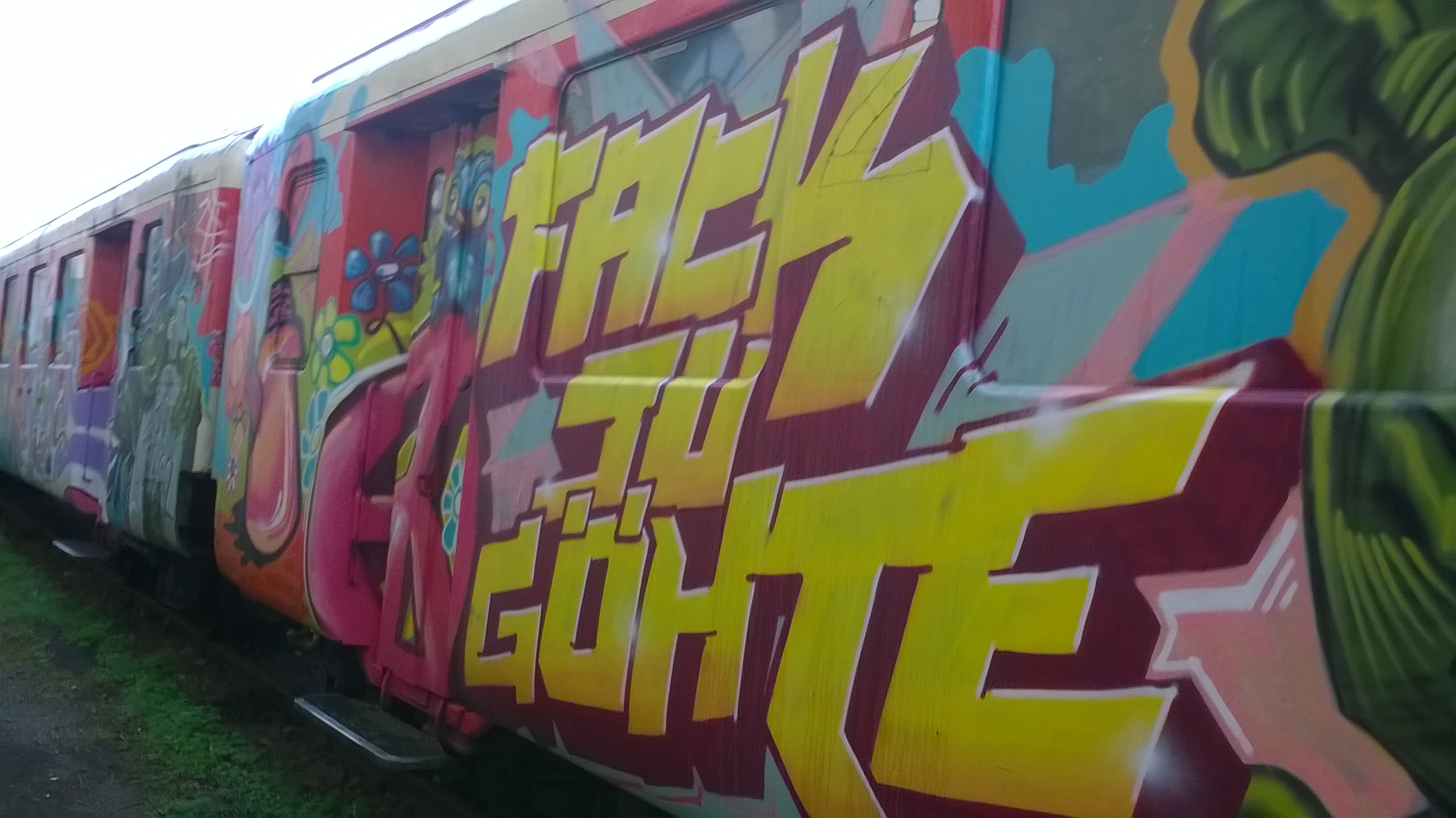
Graffiti aus dem Film Fack ju Göhte auf zwei Schlierenwagen der SVG

In der Vergangenheit wurden die Lokomotiven und Waggons der SVG mehrfach als Kulisse für Dreharbeiten genutzt. So filmte das ZDF Szenen für den Montagabend-Krimi Die Tochter des Mörders (2010) und für die Fernsehserie Aktenzeichen XY … ungelöst (2011) in Zusammenarbeit mit der SVG. Des Weiteren wurden 2013 zwei Schlierenwagen der SVG für den Kinofilm Fack ju Göhte im Augsburger Bahnpark mit Graffiti besprüht und 2016 wählte die deutsche Hardrock-Band Bonfire einige Fahrzeuge als Bühne für ein Musikvideo.